# Холодна гора (місцевість)
Холо́дна гора́ — місцевість Харкова, що розташована на захід від Центру міста та обмежена на півдні фактично Полтавським шляхом, на сході — схилами до залізниці, вокзалу «Харків-Пасажирський» та Сортувальні, на півночі — Лисою горою (розділяє дві гори Савчин Яр, по якому проходить вулиця Нижня Гиївська), на заході — районом Залютине (райони розділяє Залютинський яр).

## Історія
Холодна гора сама по собі відкрита вітрам значно більше, ніж місцевості, що розташовані внизу, звідси і її назва. Однак є легенда, начебто на цій горі жив колись переселенець із Правобережної України на прізвисько Холод. Одного разу Холода взяли в полон татари, а будинок його зруйнували. У народній пам'яті залишилося тільки його ім'я, що дало назву цієї місцевості. Холодну гору раніше покривав густий ліс.
На Холодній горі, неподалік від цвинтаря, у будинку відомого перекладача, літературного критика, педагога Івана Кронеберга з 9 по 16 червня 1846 р. мешкав російський літературний критик і публіцист, філософ-матеріаліст В. Бєлінський. Тут він зустрічався з членами харківського літературного гуртка.
1881 року введено в експлуатацію міський водопровід, в роботі якого одну з ключових ланок посідали найбільший у місті Холодногірський водонапірний басейн (резервуар води), об'ємом 492 м³ і підземні водні джерела Карпівського саду.

## Підприємства, установи, заклади, організації

### Навчальні заклади
- Дошкільний навчальний заклад №62
- Дошкільний навчальний заклад №78
- Дошкільний навчальний заклад №142
- Дошкільний навчальний заклад №191
- Дошкільний навчальний заклад (ясла-садок) №275
- Дошкільний навчальний заклад №357
- Дошкільний навчальний заклад №447
- Харківська спеціалізована школа I-III ступенів №18
- Харківська спеціалізована школа I-III ступенів №108
- Харківська загальноосвітня школа I-III ступенів №126
- Харківська гімназія №152
- Державна гімназія-інтернат «Кадетський корпус»
- Харківський коледж переробної та харчової промисловості ХНТУСГ ім. Петра Василенка
- Комплексна дитячо-юнацька спортивна школа №8
- Організаційно-методичний центр новітніх технологій навчання Державного університету телекомунікацій
- Військовий інститут танкових військ НТУ «ХПІ»

### Заклади культури та парки
- Центральна бібліотека ім. Г. Ф. Квітки-Основ'яненка. Філія №11
- 9-й гарнізонний будинок офіцерів
- Парк офіцерів
- Парк «Юність» (Харків)
- Сквер імені О.І.Мещанінова

### Медичні заклади
- Дитяча клінічна лікарня №19
- Харківська обласна дитяча клінічна лікарня
- Харківська міська стоматологічна поліклініка №8

### Релігійні організації
- Озерянський храм (Харків)
- Введенський храм

### Виправні заклади
- Холодногірська виправна колонія № 18

## Транспорт
- Холодна гора (станція метро)
- Трамвай (маршрут №3)
- Тролейбус (маршрут №27)
- Автостанція «Холодна гора»

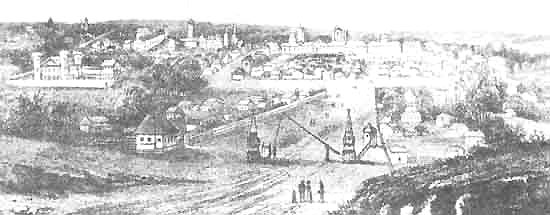
Вид Харкова з Холодної гори
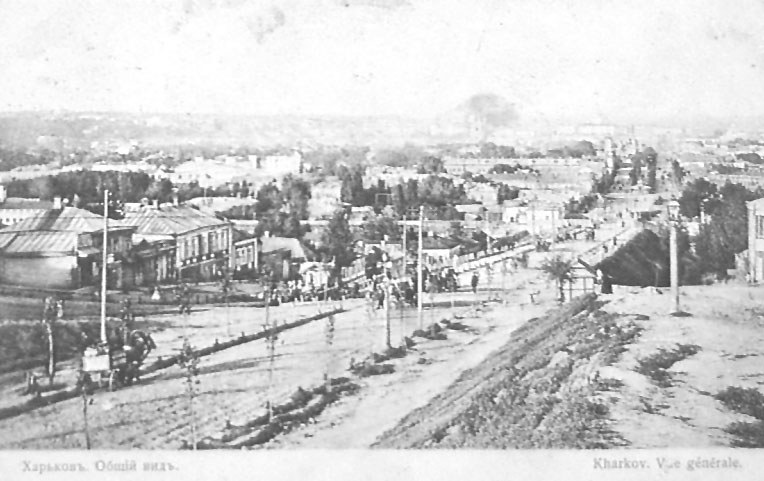
Вид Харкова з Холодної гори
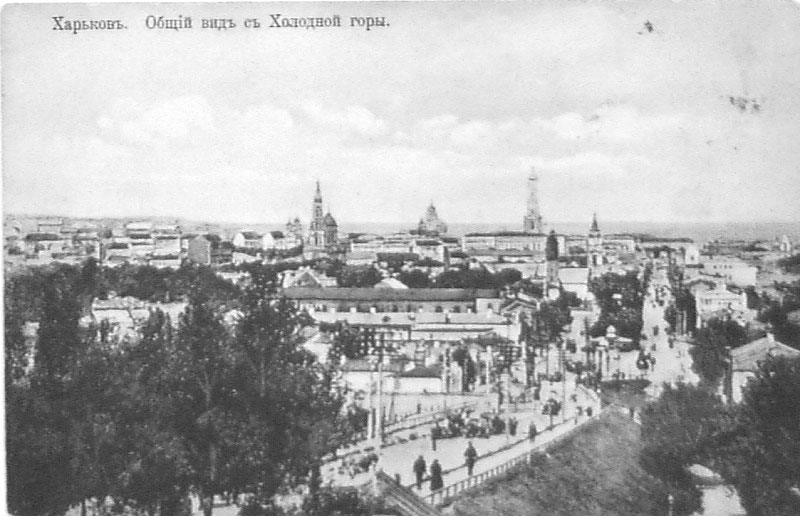
Вид Харкова з Холодної гори
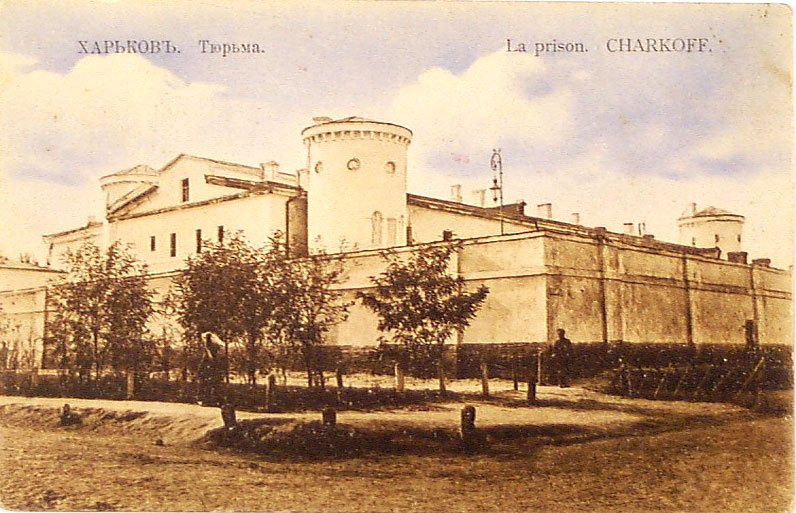
Холодногірська в'язниця